# Miguel Tendillo
Miguel Tendillo Belenguer, né le 1er février 1961 à Moncada, province de Valence (Espagne), est un footballeur espagnol qui jouait au poste de défenseur central.
Issu de son centre de formation, Miguel Tendillo a joué plusieurs saisons avec Valence avant de rejoindre pendant cinq saisons le Real Madrid en 1987. En 1992, il signa avec Burgos où il prit sa retraite en 1993 à l'âge de 32 ans.
Avec l'Espagne, il disputa l'Euro 1980 et la Coupe du monde 1982.

## Famille
Son fils Alberto Tendillo, né en 1995, joue avec les juniors de Valence CF et l'équipe d'Espagne des moins de 19 ans.

## Distinctions personnelles
- Prix Don Balón de Meilleur joueur espagnol : 1982.